# Viktor Pavičić
Viktor Pavičić (Gospić, 5 oktober 1898 – Stalingrad, 20 januari 1943) was een Kroatisch kolonel die bij de slag om Stalingrad het bevel voerde over het versterkte Kroatische infanterieregiment 369 (369. pojačana pješačka pukovnija), een onderdeel van de Wehrmacht.

## Onderscheidingen
- Duits Kruis in goud
- Orde van het IJzeren Drieblad, 2e Klasse op 20 januari 1943[4]
- Orde van het IJzeren Drieblad, 3e Klasse in 1942[4]
- IJzeren Kruis 1939, 1e Klasse (16 oktober 1942)[4] en 2e Klasse